# Monochilus obovatus
Monochilus obovatus là một loài thực vật có hoa trong họ Hoa môi. Loài này được P.D.Cantino mô tả khoa học đầu tiên năm 1999.